# Trabekulektomija
Trabekulektomija je kirurški postupak liječenja glaukoma kojim se snizuje intraokularni tlak uklanjanjem dijela trabekularne mrežice i okolnih struktura. Najčešći je kirurški postupak liječenja glaukoma kojim se očna vodica izlučuje iz prednje očne sobice u konjuktivu gdje se apsorbira. Postupak na pacijentu se izvodi u anesteziji retrobulbarnim blokom, peribulbarnim blokom ili kombinacijom topičke i subtenonove anestezije. Povremeno se izvodi u sedaciji ili općoj anesteziji. 

## Postupak
Početni džep se formira ispod konjuktive i Tenonove kapsule, a rana se nekoliko sekundi tretira spužvicama natopljenim mitomycinom C (MMC, 0,5-0,2 mg/ml) ili 5-fluorouracilom (5-FU, 50 mg/ml). Ovi kemoterapeutici sprječavaju ožiljkavanje filtera inhibicijom proliferacije fibroblasta. Neki kirurzi preferiraju konjuktivalne incizije na forniksu, drugi su više za limbus na korneoskleralnom spoju zbog lakšeg pristupa. Nakon pažljive kauterizacije formira se tanki zalistak sklere s bazom na korneoskleralnom spoju i stvara se komunikacija ispod zaliska Kelly-punchom kako bi se uklonili dio sklere, Schlemmova kanala i trabekuluma pristupajući u prednju očnu sobicu. Zbog izlaženja tekućine šarenica će se djelomično izbočiti kroz sklerostomu na koju čvrsto prijanja pa treba učini iridektomiju. Iridektomija će spriječiti začepljenje sklerostome. Skleralni zalistak se kasnije sašije s nekoliko šavova. Na kraju postupka se konjuktiva hermetički zatvara.

## Mehanizam
Intraokularni tlak se može sniziti drenažom očne vodice intraokularno na sljedeće načine:
1)	filtracijom kroz otvore duž ruba sklere u filtersku vrećicu koju čini unutrašnjost konjuktive
2)	filtracijom kroz kanaliće između sklere i konjuktive
3)	filtracijom kroz vezivno tkivo bjeloočnice u konjuktivu
4)	tokom očne vodice iz Schlemmova kanala u sakupljajuće kanale i episkleralne vene
5)	u ciklodijalizi rascjepom između cilijarnog tijela i sklere ako postoji otvor iza skleralnog grebena.
Postoperativna skrb
Antiglaukomski lijekovi se obično ukidaju kako bi se poboljšao protok očne vodice unutar očne jabučice. Topički lijekovi se sastoje obično od antibiotskih kapi 4 puta dnevno i protuupalnih kapi prednizona svaka 2 sata. Primjenjuju se zaštite kojima se pokrije oko dok anestezija ne popusti ( što isto tako anestezira optički živac) i vid se normalizira. Pacijenti se upozoravaju da odmah zatraže pomoć kod boli koju ne mogu kontrolirati povišenim dozama analgetika ili ako vid oslabi, ne traljati oko te koristiti zaštitu noću nekoliko dana po završetku zahvata.
Ako se tijekom zahvata primijenio 5-FU ili neko drugo antibiotsko sredstvo, 7-14 dana postoperativno se može nastaviti s injiciranjem 5 mg 5-FU. Šavovi koji pričvršćuju skleru se narednih dana ili tjedana mogu ukloniti laserom i tako titrirati intraokularni tlak poboljšavanjem drenaže.
Kod laserskog skidanja šavova koristi se crveno lasersko svjetlo i kontaktne leće kako bi se neinvazivnim pristupom prerezalo crne najlonske šavove. Neki kirurzi priikom trabekulektomije stavljaju podesive šavove koji se kasnije ambulantno mogu pincetom opustiti.

## Komplikacije
plosnati mjehur-opast će ako se ne formira prvog postoperativnog dana; ako je razlog rano ožiljkavanje subkonjuktivalno se daju injekcije 5-FU koje sprječavaju prijanjanje konjuktive na ranu
curenje iz mjehura-može dovesti do spljošavanja mjehura; ako je praćeno istjecanjem bandažira se kontaktnim lećama nekoliko dana
plitka prednja komorica- prevencija skleralne dekompenzacije, može se ambulantno izvesti pod lampom viskoelastikom koja se koristi u kirurgiji katarakte
upala mjehura-infekcija koja može progredirati do devastirajućeg endoftalmitisa
suprahorioidno krvarenje-ruptura a. ciliaris long. post. od progresivnog istezanja do progresivne ozbiljne koroidne izdvojenosti, pojavljuje se obično nekoliko dana nakon trabekulektomije, praćena bolovima kod naprezanja
hipotonija - zarastanje rane
katarakta - ako je signifikantna, kirurški zahvat
mali inkapsulirani mjehur - subkonjuktivalne injekcije mitomycina C i lidokaina mogu podignuti priljubljenu konjuktivu, incizijom oko mjehura i proširenjem mjehura

## Zaključak
Trabekulektomija je najčešća invazivna tehnika kirurškog liječenja glaukoma. Vrlo je učinkovita u liječenju uznapredovalih glaukoma, dokazano najvećim istaživanjima glaukoma. Ako prijašnja trabekulektomija nije uspjela može se izvesti sljedeća na drugom mjestu. Ako je ožiljkavanje glavni razlog neuspjeha, u drugom pokušaju se doze antibiotskih i protuupalnih lijekova moraju povećati. Kao alternativa se umeće antiglaukomski ventil.

## Modifikacije trabekulektomije
Trabekulektomija je doživjela brojne izmjene, npr. filterska trepanotrabekulektomija (TTE) je jedna od modifikacija po J. Fronimopoulosu. Formira se trokutasti zalistak na skleri upola tanji od same sklere. Istrepanira se otvor od 2 mm. Rub bjeloočnice se nakon trepanacije kauterizira.